# Cuarteto Schuppanzigh

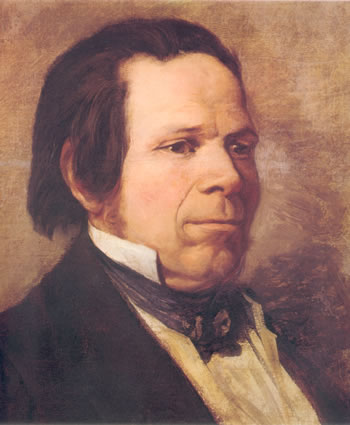
Ignaz Schuppanzigh

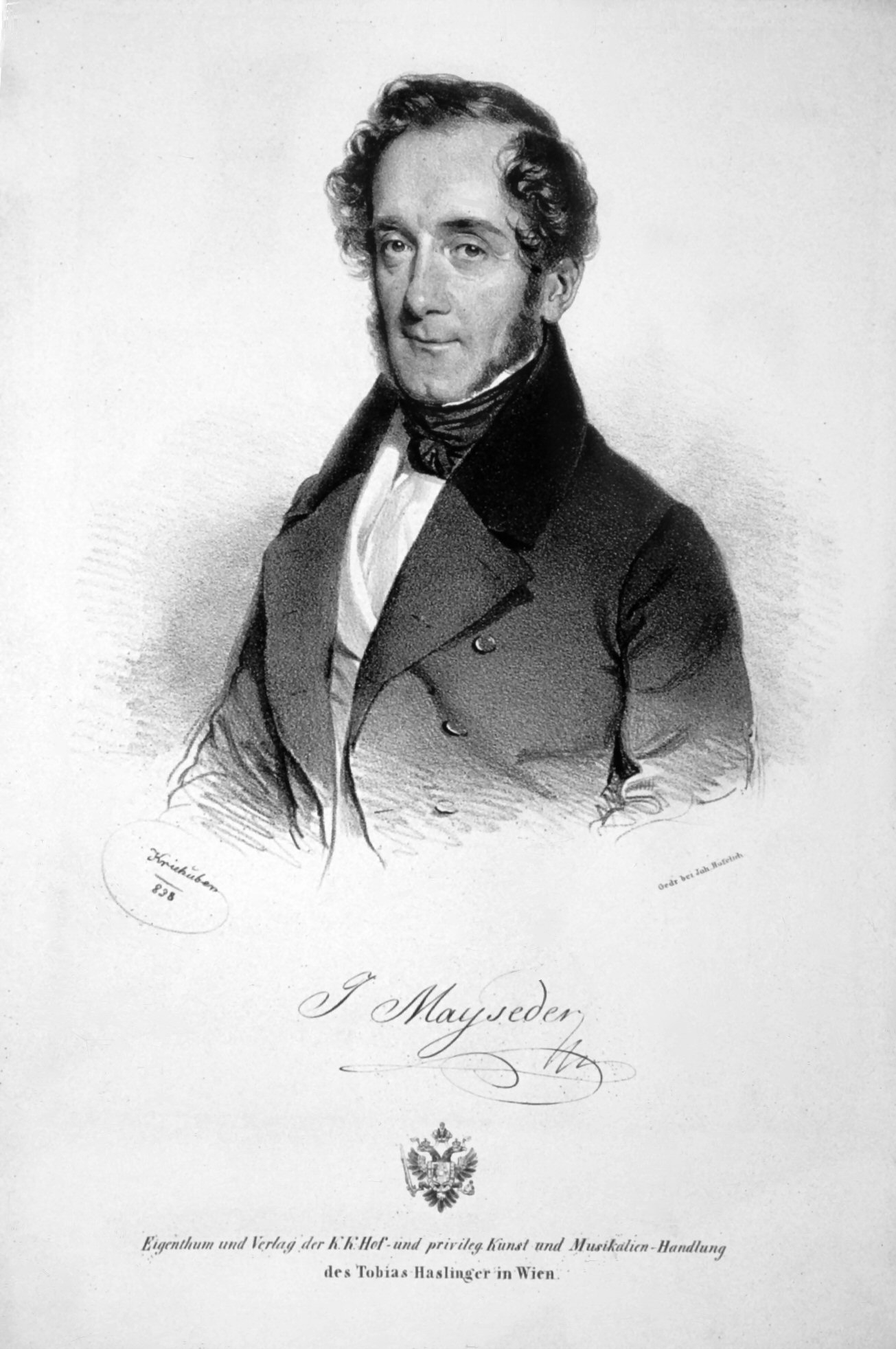
Josef Mayseder

El Cuarteto Schuppanzigh Quartet comprende varias formaciones de cuarteto de cuerdas dirigidas por Ignaz Schuppanzigh en Viena entre 1794 y 1830. Desempeñan un papel muy importante en la historia de la música, especialmente a través de los primeros ciclos de conciertos públicos de música de cámara y a la introducción y difusión de las obras de cuerda de Ludwig van Beethoven.

## Historia

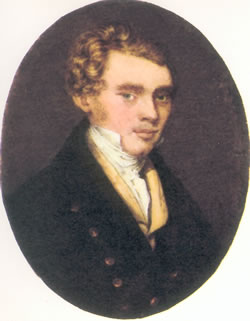
Karl Holz

La forma musical de cuarteto de dos violines, una viola y un violonchelo fue iniciada originalmente por Joseph Haydn como una pieza de entretenimiento de múltiples movimientos (divertimento). En Viena se convirtió rápidamente en un género de música de cámara popular en formas diferenciadas: para uso privado o de salón de "conjuntos de aficionados" (aristócratas, burgueses), así como para la música de la clase media cultivada en el círculo más cercano. Esto dio lugar a una amplia cultura de cuarteto de cuerdas con una gran necesidad de composiciones.
En una discusión sistemática y un desarrollo posterior (Haydn, Mozart), el cuarteto de cuerda clásico surgió del divertimento más simple. Pero cuando Schuppanzigh asumió la creación de su conjunto, había perdido en gran medida su carácter de entretenimiento. Compuesto para entendidos y para actuaciones en un entorno social más amplio, pronto se transformó en uno de los géneros más exigentes de la música de cámara. Junto con esto, aumentaron las exigencias sobre las habilidades técnicas de los intérpretes y los hábitos de escucha del público.

Schuppanzigh jugó un papel central en este proceso de profesionalización de la interpretación de conjunto y su camino desde la sala de música y el salón privado hasta la sala de conciertos pública. En diferentes etapas de su vida fue fundador o violinista principal de al menos cuatro conjuntos de cuarteto de cuerda que han pasado a la historia como el Cuarteto Lichnowsky, el Cuarteto Schuppanzigh I, el Cuarteto Rasumowsky y el Cuarteto Schuppanzigh II.

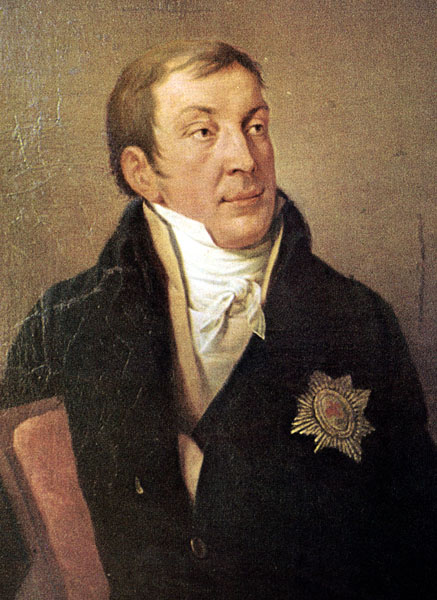
Prince Carl Lichnowsky

### Cuarteto Lichnowsky

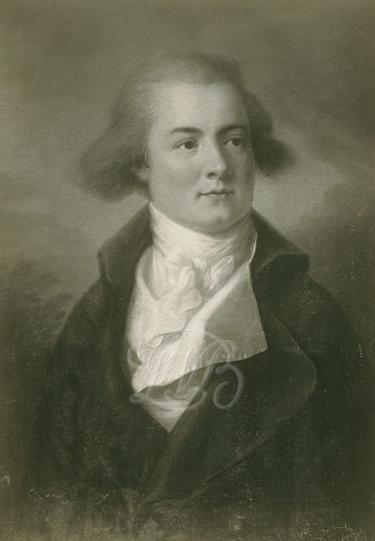
El príncipe Lobkowitz

Ya en 1794, a la edad de dieciocho años, Schuppanzigh emergió como primer violinista en un cuarteto de cuerda permanente mantenido por el príncipe Karl Lichnowsky. Su palacio fue uno de los centros de la nobleza vienesa amante de la música y lugar de encuentro de famosos compositores y virtuosos. El príncipe Lichnowsky no solo era amante de la música, sino también buen pianista y mantenía una relación amistosa con su maestro Mozart, entre otros.
El conjunto, a veces conocido como el "cuarteto de los chicos" debido a sus jóvenes músicos, incluía a Schuppanzigh, a Louis Sina como segundo violinista, a Franz Weiß como violista y Nikolaus Kraft como violonchelista. A menudo estuvo representado por su padre Anton, quien fue miembro de la Orquesta de Esterhazy, bajo la dirección de Joseph Haydn (hasta que se disolvió en 1790). El puesto de segundo violinista también parece haber sido asumido con frecuencia por otros músicos.
El Cuarteto Lichnowsky ofrecía conciertos semanales (el viernes por la mañana) a un grupo selecto de melómanos al que también pertenecían Joseph Haydn y Emanuel Förster y, a menudo, Ludwig van Beethoven. Las obras para cuarteto de Haydn, Förster y Mozart formaban parte del repertorio del conjunto, y los compositores participaban ocasionalmente en los ensayos, dando importantes sugerencias de interpretación. Además de la perfección técnica, los músicos aprendieron desde muy temprano a subordinarse al conjunto en favor de las matizaciones comunicada por el compositor.
Pero la colaboración con Beethoven, que llegó a Viena en 1792, fue aún más intensa. Al parecer, rápidamente se familiarizó con el príncipe Lichnowsky, quien se convirtió en su generoso mecenas y también le dio alojamiento hasta 1796. Su cuarteto también estuvo a disposición de Beethoven para ensayar sus primeras obras de música de cámara e interpretarlas por primera vez en privado. Esto fue especialmente cierto para los tríos para piano op.1 (1793/94), el quinteto de cuerdas op.4 (1795/96), el septeto op.20 (1799/1800) y probablemente los cuartetos de cuerda encargados por Príncipe Lobkowitz de 1798 a 1800 op.18.

En 1799, las relaciones del cuarteto con el príncipe Lichnowsky parecen haber terminado, sin que se encuentren detalles de la causa en la literatura relevante.

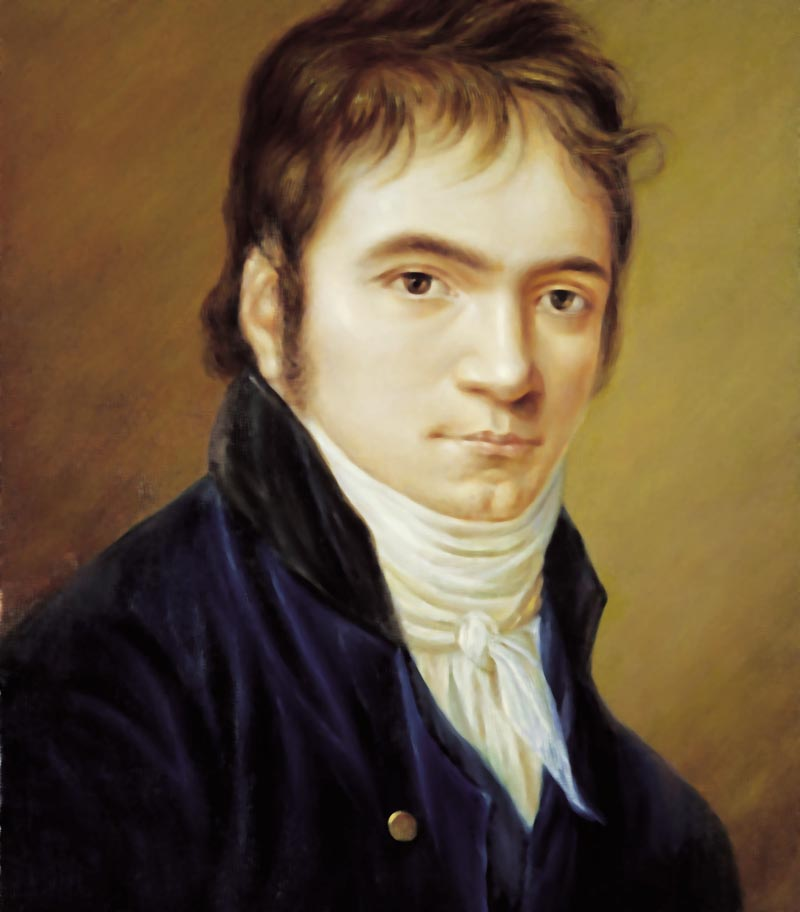
Beethoven pintado por Hornemann en 1803

### Cuarteto Schuppanzigh I
Probablemente desde 1795, pero ciertamente desde 1798/99, Schuppanzigh también estuvo ocupado con la organización de conciertos en el parque Augarten. En el invierno de 1804/1805 comenzó a organizar conciertos públicos regulares de música de cámara con su cuarteto. Sus compañeros fueron su alumno Joseph Mayseder, el violista Anton Schreiber y Anton Kraft, que a menudo había tocado en el Cuarteto Lichnowsky.
En términos de historia de la música, estos conciertos públicos de cuarteto de cuerdas fueron una novedad. Eduard Hanslick describió la situación inicial en su “Geschichte des Concertwesens in Wien” de la siguiente manera: “Los virtuosos no se dignaban a tocar un cuarteto públicamente, los aficionados no se atrevían a hacerlo en público; finalmente, el público, acostumbrado a un género de concierto más colorido y efectista, no tuvo muchas ganas de oír música de cámara en público durante mucho tiempo. De hecho, entre el público en general, la música de cuarteto estaba algo desacreditada por considerarla fría, oscura y culta." 
Para entonces, una gran cultura sobre el cuarteto de cuerda se había desarrollado en Viena, pero solo era cultivada por músicos profesionales y "aficionados" en el contexto de los salones aristocráticos o burgueses o la música en los hogares. Solo el Cuarteto Schuppanzigh ofrecía ahora “ciclos de veladas” de libre acceso que podían reservarse mediante suscripción con pago anticipado. Por supuesto, sus oyentes provenían principalmente de las clases altas o eran expertos; esta suposición parece justificada porque (desde la perspectiva actual) los conciertos tenían lugar principalmente los jueves entre las 12:00 y las 14:00. El lugar fue inicialmente una casa privada, más tarde una sala en el Hotel Zum Römischen Kaiser.
El repertorio de interpretación es sólo vagamente comprensible; el foco parece haber sido la música de Haydn, Mozart y sobre todo de Beethoven, quien siguió estando en estrecho contacto con Schuppanzigh y el cuarteto.
Las críticas contemporáneas enfatizaron particularmente el alto nivel de interpretación de conjunto, que difiere gratamente del dominio de la puesta en escena de los músicos virtuosos. Además, Schuppanzigh “logró, en su excelente interpretación de cuarteto, penetrar exactamente en el espíritu de la composición (...) y resaltar lo ardiente, lo poderoso, pero también lo más fino, humorístico, encantador,...”.
Estos conciertos pronto crecieron en popularidad y su reputación se extendió rápidamente por Europa. Como resultado conjuntos de cuarteto de cuerda profesionales permanentes con un elenco relativamente fijo, ofrecían conciertos públicos en Praga (1808), Leipzig (1808), Königsberg (1810), Berlín (1813) y París (1814).

### Cuarteto Rasumowsky

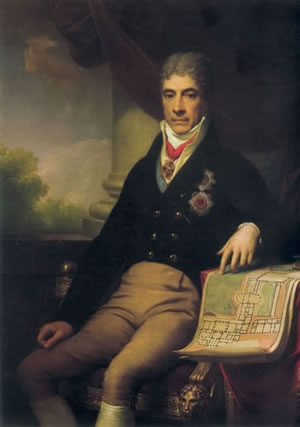
Andrei Razumovski

En 1808, el príncipe Andréi Razumovski, embajador rusa en Viena, contrató al Cuarteto Schuppanzigh por un salario fijo de por vida para tocar música en su palacio. Históricamente esto fue para Hanslick el acto final de la transformación desde la música orquestal de una orquesta privada principesca a la contratación exclusiva de un conjunto profesional: “El último eslabón de esta cadena puede ser visto como el famoso 'Cuarteto Rasumowsky', que se volvió tan importante para Beethoven" 
Además de Schuppanzigh como violinista principal, el príncipe mismo tocaba inicialmente el segundo violín, pero pronto dejó este puesto a Louis Sina. Franz Weiß, que ya había tocado la viola en el Cuarteto Lichnowsky, y Joseph Linke, que vino de Silesia a Viena como violonchelista, fueron los otros compañeros que formaban el conjunto.
Los conciertos del conjunto en el Palacio Razumovski tenían un carácter más público, y como Beethoven también contaba con el apoyo del príncipe, estaba más o menos a su disposición. Por encargo de Razumovski, Beethoven ya había compuesto los tres cuartetos de cuerda op.59 en 1806, que fueron estrenados por este cuarteto. Lo mismo se puede suponer para los cuartetos de cuerda op. 74 (1809) y op. 95 (1810).
La colaboración entre Beethoven y los músicos del Cuarteto Razumovski esta descrita de manera impresionante por el compositor Ignaz von Seyfried: “Como es bien sabido, Beethoven era un gallo en la canasta en la casa principesca; Todo lo que compuso se probó allí caliente de la sartén y, según sus propias declaraciones, se llevó a cabo exactamente como él quería, como y absolutamente no de otra manera; con un celo, con amor, obediencia y piedad que solo pueden provenir de tan ardientes admiradores de su genio y solo a través de la penetración más profunda en las intenciones más secretas. Al captar plenamente la tendencia intelectual, esos cuartetos alcanzaron esa fama universal en la interpretación de los poemas tonales de Beethoven, sobre los que había una sola voz en todo el mundo del arte." 
Bajo contrato con el príncipe, pero sin restricciones, el conjunto continuó organizando sus ciclos de conciertos públicos con el mismo enfoque programático y, por lo tanto, "el Cuarteto Razumovski se convirtió en un elemento de suma importancia para la difusión y comprensión de la música de cámara de Beethoven".
Cuando, tras el incendio del Palacio Razumovski a finales de 1814, se perdieron los requisitos necesarios para las actuaciones del cuarteto del príncipe, los músicos (1816) fueron despedidos de su servicio por su mecenas. En el verano de 1815, sin embargo, Schuppanzigh incluso había comenzado a realizar conciertos matutinos en el Prater (los martes a las 8:00 a. m.) con un enfoque de la música de cámara basado en los conciertos del Augarten.

### Intermedio
Después de la disolución del Cuarteto Razumovski, Schuppanzigh realizó extensas giras por Alemania, Polonia y Rusia, que, sin embargo, están muy mal documentadas. Se supone que también participó en interpretaciones de cuarteto en la corte del Príncipe Galitzin en San Petersburgo e hizo campaña allí por los cuartetos de cuerda de Beethoven, pero no hay evidencia de ello.
En la propia Viena, el joven Joseph Böhm (1816) intentó continuar los ciclos del cuarteto Schuppanzigh con los socios de Schuppanzigh, pero inicialmente con poco éxito. Otro intento (1821) de reanudar las actuaciones del cuarteto en el Prater con Karl Holz, Franz Weiß y Joseph Linke fue más esperanzador, pero tampoco tuvo continuidad.

### Cuarteto Schuppanzigh II

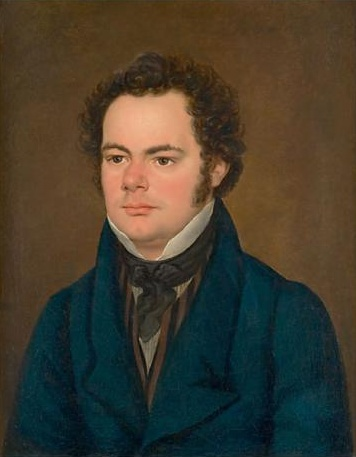
Franz Schubert en 1827

Poco después del regreso de Schuppanzigh a Viena en la primavera de 1823, se hizo cargo del cuarteto de Böhm para fundar un nuevo conjunto y, a partir de junio de 1823, nuevamente participó regularmente en ciclos de veladas públicas. Estas tenían lugar los domingos por la tarde en el Musikvereinssaal. Inicialmente lograron poca asistencia, pero pronto disfrutaron de una popularidad creciente.
El repertorio interpretado se concentró aún más en las obras de Haydn, Mozart y Beethoven, cuyas obras para cuarteto de cuerda recibieron un fuerte impulso con el regreso de Schuppanzigh. Posiblemente fue también este quien, mientras aún estaba en San Petersburgo, inspiró al príncipe Nikolaus Galitzin (1822) a encargar tres composiciones de cuarteto a Beethoven.
La reanudación de Schuppanzigh de los ciclos de conciertos también parece haber tenido un efecto fructífero en Schubert, porque ahora comenzó a componer sus cuartetos en lugar de para  interpretaciones de sus amigos como antes, con miras a su presentación pública por músicos profesionales.
Los últimos cuartetos de Beethoven posteriores fueron casi todos estrenados por el cuarteto Schuppanzigh ( op.127, op.132, op.130, op.131). Esto también se aplica a algunos de Schubert obras (D 803, D 804). Rara vez se interpretaron otros compositores (como George Onslow o Louis Spohr) en los programas, de los que están documentados.
La calidad de la formación del nuevo cuarteto evidentemente representó una mejora adicional con respecto a los anteriores, por lo que este período se considera el punto culminante de la trayectoria del conjunto de Schuppanzigh.
La crítica contemporánea también lo vio así: “Artistas extranjeros, conocedores y amantes del arte, que oyeron a uno u otro de estos cuartetos, aseguraron que nunca ni en ningún lugar habían escuchado algo tan perfecto en este tipo de ejecución. La mayoría de estas interpretaciones realmente podrían llamarse perfectas. No hay avance, no hay deseo de ser escuchado, no hay aislamiento de las voces que desfiguran la mayoría de estos logros; los cuatro artistas sólo conocen un propósito y se esfuerzan por alcanzarlo con verdadero e intenso virtuosismo, que se expresa en la subordinación al todo, con clara conciencia y atención constante. De esta manera, estas interpretaciones se convierten en una verdadera escuela del gusto y la ejecución, y se han mantenido durante años con una aprobación e interés cada vez mayores." 
De hecho, la Viena intelectual y amante de la música parece haberse sentido atraída por estos eventos de música de cámara: Franz Schubert y Franz Grillparzer, por ejemplo, estuvieron entre los asistentes a la serie de conciertos. Todo esto llegó a un final definitivo con la temprana y repentina muerte de Schuppanzig como resultado de un derrame cerebral en marzo de 1830. El violista desde hacía tiempo de su conjunto, Franz Weiß, había muerto unas semanas antes.

### Papel de Karl Holz
Karl Holz fue segundo violinista en el Cuarteto Schuppanzigh II y amigo cercano del Ludwig van Beethoven cuando escribió sus últimos cuartetos de cuerda en la última fase de su vida. Karl Holz se convirtió en la persona de contacto entre Beethoven y el Cuarteto Schuppanzigh, el copista de las partituras de sus cuartetos y también se hizo cargo de las tareas domésticas y las negociaciones con los editores para el compositor. El violinista, apodado “la mejor madera de caoba” por Beethoven, fue “invitado a almorzar 365 veces al año”, como lo expresó de manera un tanto burlona el sobrino de Beethoven, Karl. El propio Karl Holz escribió sobre su tiempo con Beethoven:
- “Mientras componía los tres cuartetos op. 127, 130, 132 encargados por el príncipe Golitsyn, la inagotable imaginación de Beethoven derramó tal riqueza de nuevas ideas para música de cuarteto que casi involuntariamente tuvo que escribir los cuartetos siguientes en do sostenido menor y fa mayor. '¡Mejor, he vuelto a pensar en algo!', solía decir en broma y con los ojos brillantes cuando salíamos a pasear: escribía unas notas en su cuaderno de bocetos (…) 'y imaginación no me falta, gracias a Dios , ¡menos que nunca!“

- Karl Holz: en: Wilhelm von Lenz: Beethoven. Un estudio de arte, 5 volúmenes, Kassel 1855 (volúmenes 1-2), Hamburgo (volúmenes 3-5), volumen 5, págs. 216 y sig.

## Desarrollo del género
Los logros pioneros de los cuartetos de Schuppanzigh en el desarrollo de la música de cámara no pueden subestimarse. Esto incluye, en primer lugar, una profesionalización del conjunto tocando al más alto nivel con nuevos elementos de expresión musical. Esto también incluye el establecimiento de conciertos públicos de música de cámara con todas sus consecuencias para su producción y recepción. Y, por supuesto, el establecimiento del repertorio austriaco del cuarteto clásico (Haydn, Mozart, Beethoven) en el diseño de los programas, así como la presentación y difusión de los cuartetos de cuerda de Beethoven, que desarrollaron toda la paleta posible de posibilidades expresivas y técnicas del género. Aunque, como es lógico los desarrollos más avanzados del genio de Bohn, como la Gran Fuga, no fueron comprendidos por el público y la crítica de ese momento. Por último, pero no menos importante, este proceso llevó a la creciente importancia del género de cuarteto de cuerdas.

### Profesionalización de la interpretación de conjunto
Ya con el cuarteto Lichnovsky, el enfoque formativo en la música de cámara es tan claro como su perfección. Esto estaba relacionado con un trabajo de ensayo más intensivo, pero que recibía entonces menos atención que en la actualidad. Además de la formación técnica de los músicos individuales, también era necesaria la formación en cordinación armoniosa en el conjunto. Schuppanzigh, quien no era necesariamente considerado como un virtuoso del violín, tuvo evidentemente éxito una y otra vez como primer violinista al fusionar a los socios de las respectivas formaciones en conjuntos de alta calidad. Además de su creciente experiencia como primer violinista, también contribuyó a ello su estrecha colaboración con los compositores (Haydn, Förster, pero sobre todo Beethoven), que querían que sus obras se interpretaran según sus intenciones. La lucha por comprender las obras y su interpretación "correcta" aparentemente condujo a la subordinación al "espíritu de la composición", como se enfatiza de manera tan significativa en algunas reseñas contemporáneas como un logro del conjunto (ver más arriba).

### Primeros conciertos públicos de música de cámara
Desde el punto de vista de hoy día, el primer paso de iniciativa hacia el público no es menos significativo porque Schuppanzigh y algunos de sus socios pudieron continuar sus actividades desde 1808 con seguridad financiera a través del empleo que les dio el príncipe Razumovski. En ese momento, la interpretación profesional de cuarteto estaba en transición desde el patrocinio de la aristocracia a la música dependiente económicamente (pura o parcialmente) del mercado.
Para el cuarteto de cuerdas en general, el camino desde el salón (con una música más relajada y entretenida entre personas afines) hasta la sala de conciertos pública implicó una nueva constelación de intérpretes y público con impulsos decisivos y repercusiones en los compositores. Por último, Beethoven impulsó de manera definitiva el camino ya trazado por Haydn y Mozart hacia la composición como una “obra de arte autónoma y sin propósito”. Enfrentado a un género para entendidos y a sus altas exigencias, finalmente quedó libre para sus innovadoras propuestas musicales y artísticas. Sin embargo, hacer audibles los productos resultantes solo era concebible a través de una interpretación de conjunto al más alto nivel profesional.
El nuevo marco de actuación hizo posible que una audiencia diferente (una burguesía de clase media) asistiera a conciertos de música de cámara. Antes en los salones aristocráticos o burgueses esto antes estaba reservado principalmente para los invitados. Dirigidas a un público objetivo profesional y elitista, presentadas con la práctica de la interpretación profesional en un marco de presentación modificado, esto también supuso un cambio adicional en la recepción de las obras (incluida la “crítica de conciertos”).

### Desarrollo y consolidación del repertorio clásico
En cuanto al repertorio, los Cuartetos de Schuppanzigh dieron toda la importancia a los tres pilares del programa Haydn, Mozart y Beethoven. Al mismo tiempo, este repertorio se consolidó como irrevocable y solo Schubert recibió en la etapa final una atención comparable.

### Introducción y difusión de las obras de música de cámara de Beethoven y Schubert
Los conjuntos juegan un papel central en la introducción (si no en la composición), interpretación y difusión de los cuartetos de Beethoven. Schuppanzigh y sus socios, reconociendo la importancia musical de los cinco últimos cuartetos, que todavía fueron ampliamente rechazados, se adelantaron décadas a sus contemporáneos. Ser capaz de convencer parcialmente a la audiencia de la grandeza de esta novedosa música fue parte de su propio éxito.
La colaboración a largo plazo con Beethoven y el examen de sus obras permitió que Schuppanzigh y sus respectivos miembros del conjunto desempeñaran un papel especial al hacer suyos plenamente los planteamientos del compositor. Los críticos acusaron ocasionalmente al cuarteto de “tomar gradualmente su relación íntima con Beethoven y sus cuartetos como un privilegio formal para comprender y reproducir a este maestro y afirmarlo frente a los demás”.
Si se mira la interrelación entre Schuppanzigh y sus conjuntos, por un lado, y Beethoven, por otro lado, esta fue tan fructífera para ambos socios como lo fue para el género en sí. Los conjuntos crecieron bajo la influencia directa o indirecta de Beethoven y le deben algo de su calidad y fama. Por otro lado, fue de inestimable valor para el compositor poder abordar directamente las posibilidades instrumentales para realizar composiciones sin limitaciones formales ni expresivas y poder influir en la interpretación. Los comentarios de los músicos profesionales y los propios ensayos llevaron a menudo a revisiones y reelaboraciones de sus obras de cuerda.
Por último, pero no por ello menos importante, el nivel de interpretación en conjunto alcanzada en cada caso también determinó la posible complejidad de las nuevas obras, si es que debían poder ejecutarse adecuadamente. Esto es cierto a pesar de la ahora famosa declaración de Beethoven: “¿Cree que pienso en su miserable violín cuando el espíritu me habla?“ Con estas palabras descorteses se dice que reprendió a Schuppanzigh cuando se quejó de las dificultades técnicas en un cuarteto de cuerdas.
Las últimas obras de Beethoven fueron escritas cuando ya estaba completamente sordo. Probablemente también encontró un impulso para esto en el regreso de Schuppanzigh después de una ausencia de siete años de Viena, es decir, en la confianza de que su interpretación estaría en las mejores manos.
Esto último también se aplica a las obras de cuerdas individuales de Schubert, a quien también trajo nuevos impulsos el regreso de Schuppanzigh y le dio algunas para el estreno. El maravilloso “Cuarteto Rosamunda” de Schubert (D 804) está dedicado a su “amigo” Schuppanzigh, y es, dicho sea de paso, el primero y único de sus cuartetos de cuerda que se publicó e interpretó públicamente durante su corta vida.

### Cambio en la expresión musical
Los músicos no siempre lograron dominar de inmediato las dificultades técnicas y las peculiaridades compositivas contenidas en las nuevas obras de cuerda de Beethoven. “La anécdota que se ha transmitido es que los músicos del Cuarteto Schuppanzigh, cuando vieron por primera vez la partitura del cuarteto en Fa mayor en sus atriles, reaccionaron extremadamente irritados ante el 'nuevo camino' de Beethoven: simplemente consideraron impensable que la pieza pudiera ser el nuevo cuarteto que esperaban y asumieron que era una broma." 
Pero la maestría y las características técnicas, una vez desarrolladas y entrenadas en su ejecución e interpretación, se transfirieron a las obras de otros compositores y, por lo tanto, pusieron en marcha un cambio en los estándares y, aparentemente, en la expresión musical. La precisión, ligereza, destreza y seguridad en la ejecución de pasajes difíciles, la acentuación correcta y la riqueza de matices de la actuación fueron criterios centrales para la crítica musical positiva. La interpretación "delicada" pronto se consideró un anacronismo, incluso la interpretación de Haydn y de Mozart ahora exigían más poder e intensidad en la expresión.
El hecho de que Schuppanzigh desarrollara evidentemente un estilo de interpretación tan expresivo en sus últimos años no obtuvo la aprobación unánime: "Contemporáneos competentes nos describen las interpretaciones del cuarteto Schuppanzigh como enérgicas e ingeniosas, pero no libres de una confusión intencional, que a menudo se lograba al separar frases relacionadas, enfatizar notas sin importancia, querían parecer significativos y originales incluso a través del tratamiento arbitrario del ritmo y, por lo tanto, tal vez se convirtieron en la fuente de un modo de interpretación posterior, que puede denominarse brevemente como "afectada"." 

### Mayor importancia para el género
Además de los estrenos de los cuartetos de Beethoven, el éxito de la interpretación del cuarteto Schuppanzigh llevó en última instancia a que el cuarteto de cuerda ganara en importancia y aún más en el género más exigente de la música instrumental: “Se puede decir que sus logros  hicieron mucho acerca de la cultura de la música instrumental de este noble género de música  y de esta manera hicieron un gran servicio al mundo musical vienés. Desde entonces, el cuarteto de cuerdas se ha vuelto mucho más generalizado, respetado y popular aquí." 
Lo que sigue siendo un fenómeno asombroso, que puede atribuirse al genio de Beethoven, es que las composiciones aumentaron drásticamente en complejidad en el mismo momento en que fueron destinadas a ser presentadas a un público más amplio.
Hanslick resumió lo que significó la repentina muerte de Schuppanzigh en marzo de 1830 para la cultura musical en Viena: “Desde la muerte de Schuppanzigh, la música de cuarteto en Viena estuvo casi completamente inactiva, hasta que en 1845 Leopold Jansa y en 1849 Jos Hellmesberger reanudaron su práctica regular." 

## Miembros
Orden: violín I, violín II, viola, violoncelo
- Cuarteto Lichnowsky (aprox. 1794-1799): Ignaz Schuppanzigh (1776-1830), Ludwig (Louis) Sina (1778-1857) y otros, Franz Weiß (1778-1830) y Nikolaus Kraft (1778-1853), a menudo representados por su padre Anton Kraft (1749-1820) o Nikolaus Zmeskall.
- Cuarteto Schuppanzigh I (1804–1808): Ignaz Schuppanzigh (1776–1830), Joseph Mayseder (1789–1863) y otros, Anton Schreiber (? ), Anton Kraft (1749-1820).
- Cuarteto Rasumowsky (1808–1816): Ignaz Schuppanzigh, Príncipe Rasumowsky / Louis Sina (1778–1857), Franz Weiß (1778–1830), Joseph Linke (1783–1837).
- Cuarteto Schuppanzigh II (1823-1829): Ignaz Schuppanzigh (1776-1830), Karl Holz (1798-1868), Franz Weiß (1778-1830), Joseph Linke (1783-1837).